# Исидор I Цариградски
Исидор I Цариградски (грч. Ἰσίδωρος; умро у фебруару или марту 1350) био је васељенски патријарх Цариграда од 1347. до 1350. године. Исидор је био ученик Григорија Паламе.

## Рани живот
Исидор је био етнички Грк рођен у Солуну током друге половине 1290-их, где је постао учитељ и духовни вођа.

## Каријера
Као ученик папе Гргура I, био је увучен у спор између следбеника Григорија Паламе и Варлама Семинарског око исихазма током средишњих деценија четрнаестог века.

## Синод из 1344.
Године 1344, Исидор, који је у то време био изабрани епископ Монемвасије, и Григорије Палама су изопштени од стране синода антиисихастичких епископа који је сазвао патријарх Јован XIV Цариградски, који је и сам био противник Светог Григорија.
Палама и Исидор I су се повукли.

## Синоди из 1347.
У фебруару 1347. године, током синода који је сазвао цар Јован VI Кантакузин, патријарх Јован XIV Цариградски је свргнут, а Исидор је враћен и изабран да наследи Јована XIV као патријарх цариградски. Поставши патријарх, Исидор I је ослободио Григорија Паламу из затвора и посветио га за митрополита Солуна.

## Патријаршија
Током две и по године свог патријаршије, Исидор I је настојао да цела Византијска црква прихвати паламитске догме. Бирао је епископе само из паламитске странке. Увео је строге казне за оне који су одбили да се покоре.